# Гаджигайыб
Гаджигайыб (азерб. Hacıqayıb) — азербайджанские ковры, относящиеся к кубинской группе Куба-Ширванской школы ковроткачества.

## Классификация
Производятся в ковроткацких пунктах Губинского района, однако название ковра происходит от названия села «Гаджигайыб», где он начал производиться.

## Художественные особенности
Композиция серединного поля ковров состоит из ряда заполняющих элементов, которые построены на нескольких вертикалях. Эти элементы содержатся на раппортах среднего расстояния, и повторение этих элементов друг за другом создает серединное поле. Такой принцип выдерживается до конца поля. Раппорты украшают элементами с названиями «килим гюлю» (с азерб. — «цветок килим»), «бурма» (с азерб. — «крученый») и «кетебе». Число осей в серединном поле можно увеличивать как в ширину, так и в длину ковра. Этот тип известен не бордюром, а только полем. Бордюрные полосы ковров присущим к другим ковра этой же школы.
Серединное поле ковра «Гаджигайыб» — голубое, белое, светло-зеленое или бежевое. Иногда можно встретить ковры с темно-красным или темно-синим фоном.

## Технические особенности
Ковры «Гаджигайыб» считаются коврами хорошего качества Куба-Ширванской школы.
Размер таких ковров — от 100х150 см до 120х180 см. На одном квадратном метре ковра находится от 145000 до 200000 узлов. Высота ворса — 4-5 мм.